# Turmhügel Forchheim I

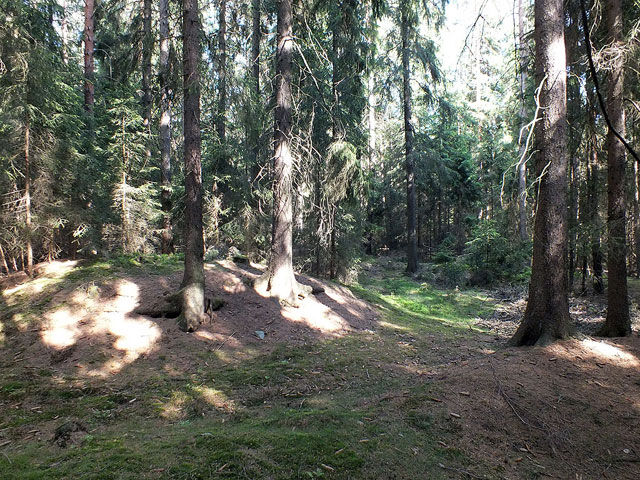
Wehranlage an der Feisnitzquelle mit Turmhügel in der linken Bildhälfte und Wall am rechten Bildrand

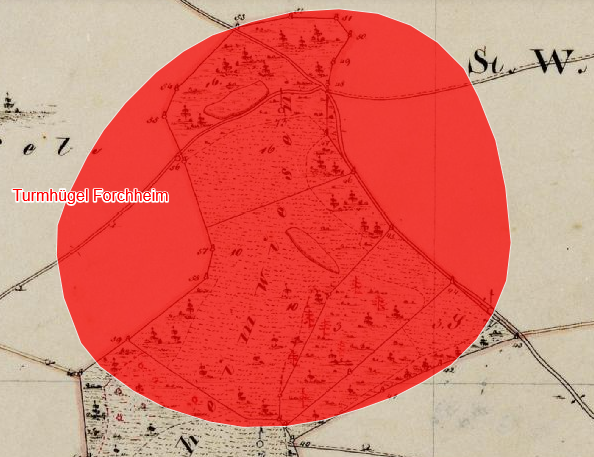
Lageplan der beiden Turmhügel Forchheim auf dem Urkataster von Bayern

Der Turmhügel Forchheim I liegt in der Wüstung Forchheim im Ortsteil Münchenreuth der oberpfälzer Stadt Waldsassen  im Landkreis Tirschenreuth. Etwa 20 m südöstlich davon liegt der Turmhügel Forchheim II. Beide Turmhügelburgen befinden sich in dem Münchenreuther Wald. Die Anlage wird als Bodendenkmal unter der Aktennummer D-3-5939-0005 im Bayernatlas als „mittelalterliche Wüstung "Forchheim" mit zwei Turmhügeln“ geführt. 

## Geschichte
Die verschwundene Siedlung Forchheim liegt an einer 1061 erwähnten Altstraße nach Eger. Die Gegend war wirtschaftlich interessant, da hier Ton- und Roteisenvorkommen lagen. 
Diese Turmhügelburg gehörte einer nicht  namentlich bekannten Egerischen Ministerialenfamilie, von der das Kloster Waldsassen den Ort Forchheim gekauft hat. 1340 hat der Rat und Pfleger von Eger bezeugt, das der Egerer Bürger Walther Höfer und seine Söhne Jakob und Niklas das öd gefallene Dorf Vorchain von dem Kloster Waldsassen zur lebenslangen Nutzung gekauft haben. 1341 tritt ein Heinrich Forchheimer  als Siegler einer Urkunde der Nothaft auf. Diesem Heinrich gehören verschiedene Eisenhämmer. 1358 wird Niklas Walther als lebenslanger Besitzer von Forchheim genannt. 1362 erscheint Forchheim als das Ende eines Grenzgrabens, den Bohuslav von Schwanberg im Auftrag von Kaiser Karl IV. von Reutlas nach Forchheim gezogen hat. 1396 wird die Zerstörung dieser Siedlung erwähnt. Weitere Zerstörungen sind auch für 1434 und 1439 berichtet (desertum Vorcheim). Der Klosterrichter von Griesbach bei Bärnbach soll danach Forchheim an das Kloster Waldsassen verkauft haben. Das Kloster belehnt damit Melchior Gefeller mit Forchheim mit der Aufforderung, den Ort neu aufzubauen, was dieser aber nicht macht. 1485 verpflichtet er sich erneut zum Aufbau und erhält dafür das Kaufrecht für die Öde. Dieses Recht nutzt er, um Teile davon an den Hans Seidel aus Wernersreuth und an die Kirche in Münchenreuth zu verkaufen. Der Wiederaufbau selbst unterbleibt.

## Lage und Aussehen
Der Turmhügel liegt ca. 2 km nordnordwestlich der Kirche von Münchreith bzw. in der Nähe des Kebsbaches. Er ist die weitaus kleinere Befestigungsanlage. Der Hügel misst ca. 5 × 6 m und erhebt sich über einen rechteckigen Graben (11 × 12 m). Nach Süden geht dieser Graben in einen Hang über. Auf seinem Plateau wurden Scherben mit Wellenbändern gefunden, die zu früher deutscher oder slawischer Keramik aus dem 7. bis 10. Jahrhundert zu zählen ist. 